# Edward Elgar
Edward William Elgar, född 2 juni 1857 i Lower Broadheath, Worcestershire, död 23 februari 1934 i Worcester, Worcestershire, var en brittisk kompositör. Elgar var den förste innehavaren av professuren i musik vid University of Birmingham.
Elgar föddes i byn Lower Broadheath utanför katedralstaden Worcester i västra England. Idag är hans barndomshem Elgar-museum, med allehanda anteckningar, fotografier, noter etc att beskåda.
Han studerade först violin, och tillhörde en tid en orkester i Birmingham. År 1882 blev han konsertmästare i en musikförening i Worcester och efterträdde senare sin far som organist vid den katolska S:t Georgskyrkan i Worcester.
Elgars stora genombrott kom med sviten Enigmavariationerna (1899), ett verk där han låter de olika variationerna symbolisera, eller spegla, några av hans vänners personligheter. Enigma betyder gåta eller mysterium. Elgar verkade till en början mest i Worcester med omnejd, men så småningom tog hans framgångar honom även till London, det brittiska musiklivets centrum. 
Elgar adlades 1904 och blev hedersdoktor vid en lång rad universitet. 1924 erhöll han titeln Master of the King's Music.
Idag spelas alltid Pomp and Circumstance March No 1 på Last Night of the Proms, som varje år i september får avsluta sommarsäsongens så kallade promenadkonserter (Proms) i Royal Albert Hall i London. Detta verk uppfördes första gången den 19 oktober 1901. Den är den första av sex marscher som skrevs till kung Edvard VII:s kröning 1902, och är otvivelaktigt, bland den bredare allmänheten, Elgars mest kända stycke. Textförfattaren A.C. Benson lade till refrängens textrader, som inleds med Land of Hope and Glory... Man kan höra den sjungas av entusiastiska fotbollsfans, den förekommer i otaliga filmer och andra sammanhang och har ofta fått spegla kärleken till det brittiska liksom storslagen feststämning i allmänhet.
År 1889 gifte sig Elgar med den nio år äldre Alice och de fick en dotter. Alice avled 1920. Elgar, som höll mycket av sin hustru, tog denna händelse hårt, och han tappade i stor utsträckning lusten att komponera efter detta.

## Eftermäle
Asteroiden 4818 Elgar är uppkallad efter Edward Elgar.

## Verkförteckning

### Orkestermusik
- Introductory Overture for Christy Minstrels (1878)
- Minuet in G minor, menuett för Powick Asylum band (1878)
- Powick Asylum Music för Powick Asylum band (piccolaflöjt, flöjt, klarinett, 2 kornetter, eufonium, tuba, 2 violiner, kontrabas och piano) (1879–84)
  1. "La Brunette" (1879)
  2. "Die Junge Kokette" (1879)
  3. "L'Assomoir" (1879)
  4. "The Valentine" (1879)
  5. "Maud" (1880)
  6. "Paris" (1880)
  7. "Nelly" (1881)
  8. "La Blonde" (1882)
  9. "Helcia" (1883)
  10. "Blumine" (1884)
- Suite in D för kammarorkester (1882)
- Air de Ballet – Pastorale (1882)
- Marche – Pas Redoublé (1882)
- Air de Ballet (1882)
- Sevillaña, op. 7 (1884)
- Froissart, konsertouvertyr, op. 19 (1890)
- Serenade for Strings, op. 20 (1888–92)
- Sursum corda (Élévation) för stråkar, brass, pukor och orgel, op. 11 (1894)
- Imperial March till drottning Viktorias 60-årsjubileum som regent, op. 32 (1897) [finns också i arrangemang för piano]
- Three Bavarian Dances, sånger ur From the Bavarian Highlands arrangerade för orkester, op. 27:1 (1898) [finns också för piano solo samt violin och piano]
  1. ”Sonnenbichl”
  2. ”In Hammersbach
  3. ”Bei Murnau”
- Three Characteristic Pieces, op. 10 (1899)
  1. ”Mazurka”
  2. ”Sérénade Mauresque”
  3. ”Contrasts: The Gavotte A.D. 1700 and 1900”
- Minuet, op. 21 (1899) [ursprungligen för piano 1897]
- The Enigma Variations: Variations on an Original Theme, op. 36 (1899)
- Sérénade Lyrique (1899)
- Cockaigne (in London Town), konsertouvertyr, op. 40 (1900–01)
- Pomp and Circumstance Marches, 5 marscher, op. 39 (1901–30)
  - Nr 1 i D-dur (1901) (Trio-delen innehåller sången Land of Hope and Glory)
  - Nr 2 i a-moll (1901)
  - Nr 3 i c-moll (1904)
  - Nr 4 i G-dur (1907)
  - Nr 5 i C-dur (1930)
- Dream Children, två stycken för kammarorkester, op. 43 (1902) [finns också i version för piano]
- In the South (Alassio), konsertouvertyr, op. 50 (1903–04)
- Introduction and Allegro för stråkar (kvartett och orkester), op. 47 (1904–05)
- The Wand of Youth, Suite No. 1 ur musik skriven 1867–71, op. 1a (1907)
  1. ”Overture”
  2. ”Serenade”
  3. ”Minuet (Old Style)”
  4. ”Sun Dance”
  5. ”Fairy Pipers”
  6. ”Slumber Scene”
  7. ”Fairies and Giants”
- The Wand of Youth, Suite No. 2 ur musik skriven 1867–71, op. 1a (1908)
  1. ”March”
  2. ”The Little Bells”
  3. ”Moths and Butterflies”
  4. ”Fountain Dance”
  5. ”The Tame Bear”
  6. ”The Wild Bears”
- Symfoni nr 1 i Ass-dur, op. 55 (1907–08)
- Elegy för stråkorkester, op. 58 (1909)
- Violinkonsert i h-moll, op. 61 (1909–10)
- Romans för fagott och orkester, op. 62 (1910)
- Symfoni nr 2 i Ess-dur, op. 63 (1909–11)
- Coronation March för Georg V, op. 65 (1911)
- Falstaff, symfonisk studie, op. 68 (1913)
- Carissima för kammarorkester (1913)
- Sospiri för stråkorkester, harpa och orgel (eller munspel), op. 70 (1914)
- Carillon för recitatör och orkester, op. 75 (1914)
- Polonia, symfoniskt preludium, op. 76 (1915)
- Une voix dans le désert för recitatör, sopransolo och orkester till text av Émile Cammaerts, op. 77 (1915)
- Rosemary (1915) [orkestrering av Douce Pensée för pianotrio (1882)]
- Le drapeau belge för recitatör och orkester till text av Émile Cammaerts, op. 79 (1917)
- Empire March (1924)
- Arthur, svit för kammarorkester [ur skådespelsmusiken till Binyons Arthur] (1924)
- Civic Fanfare (1927)
- May-Song [från originalet för piano] (1928)
- The Severn Suite för brass band, op. 87 (1930)
- Nursery Suite (1931)
  1. "Aubade (Awake)"
  2. "The Serious Doll"
  3. "Busy-ness"
  4. "The Sad Doll"
  5. "The Wagon (Passes)"
  6. "The Merry Doll"
  7. "Dreaming - Envoy" (coda)
- The Severn Suite, op. 87 (1930) [för brassorkester, transponerad för orkester 1932]
- Symfoni nr 3, op. 88 (1932–34) (fullbordad av Anthony Payne 1972–97)
- Mina för kammarorkester (1933)

### Konserter
- Violinkonsert i h-moll, op. 61 (1901–10)
- Romance, fagottkonsert, op. 62 (1910)
- Cellokonsert i e-moll, op. 85 (1918–19)
- Pianokonsert, op. 90 (skisser 1909–25, fullbordad av Robert Walker 1997)

### Kammarmusik
- Peckham March för blåsarkvintett (1877)
- Reminiscences för violin och piano (1877)
- Fuga i d-moll för oboe och violin (1878)
- Romance för violin och piano, op. 1 (1878)
- Harmony Music for blåsarkvintett (2 flöjter, oboe, klarinett och fagott/cello), op. 6 (1878–81)
  1. ”Six Promenades”
  2. ”Harmony Music” (1–7)
  3. ”Five Intermezzos”
  4. ”Four Dances”
  5. ”Andante con Variazioni ”’Evesham Andante’”
  6. ”Adagio cantabile ’Mrs. Winslow's soothing syrup’"
- Douce Pensée för violin, cello och piano (1882) [orkestrerad som Rosemary 1915]
- Three Pieces för violin och piano, op. 4 (1883)
  1. ”Idylle (Esquisse Façile)”
  2. ”Pastourelle”
  3. ”Virelai”
- Gavotte för violin och piano (1885)
- Duett for trombone and double bass för trombone och kontrabas (1887)
- Salut d'Amour för violin och piano, op. 12 (1888)
- Allegretto on G.E.D.G.E. för violin och piano (1888)
- Two pieces för violin och piano, op. 13
  1. ”Mot d'Amour” (1889)
  2. ”Bizarrerie” (1890)
- Two pieces för violin och piano, op. 15
  1. ”Chanson de Nuit” (1897)
- Minuet, op. 21 (1899) [ursprungligen för piano 1897]
  1. ”Chanson de Matin” (1899)
- La Capricieuse för violin och piano, op. 17 (1891)
- Very Melodious Exercises in the First Position för violin och piano, op. 22 (1892)
- Études caractéristiques för soloviolin, op. 24 (1892)
- Andante religioso (Offertoire) för violin och piano (1903)
- Violinsonat i e-moll, op. 82 (1918)
- Stråkkvartett i e-moll, op. 83 (1918)
- Pianokvintett i a-moll, op. 84 (1918–19)
- March för violin, cello och piano (1924)
- Soliloquy för oboe och piano (1930)

### Pianomusik
- Chantant (1872)
- Griffinesque (1884)
- Enina Valse (1886)
- Presto (1889)
- May-Song (1901)
- Skizze (1903)
- In Smyrna (1905)
- Echo's Dance ur baletten The Sanguine Fan (1917)
- Carillon Chimes for the opening of the Loughborough War Memorial Carillon (1923)
- Minuet from Beau Brummel (1928)
- Sonatina (1932)
- Adieu (1932)
- Serenade (1932)

### Orgelmusik
- Vesper Voluntaries, op. 14 (1890)
- Orgelsonat i G-dur, op. 28 (1898)
- Piece for Organ: "For Dot's Nuns" (1906)
- Cantique, op. 3 (1912) [ursprungligen blåsarkvinetten Andante arioso 1879]

### Vokalmusik

#### Kantater och oratorier
- The Black Knight, kantat för kör och orkester till text av Henry Wadsworth Longfellow, op. 25 (1889–92)
- The Light of Life (Lux Christi), oratorium för sopran, alt, tenor och bas, kör och orkester, op. 29 (1896)
- Scenes from the Saga of King Olaf, kantat för sopran, tenor och bas, kör och orkester till text av Henry Wadsworth Longfellow och Harry Arbuthnot Acworth, op. 30 (1896)
- Caractacus, kantat för sopran, tenor, baryton och bas, kör och orkester till text av Harry Arbuthnot Acworth, op. 35 (1897–98)
- The Dream of Gerontius för mezzosopran, tenor och bas, kör och orkester till text av John Henry Newman, op. 38 (1899–1900)
- The Apostles, oratorium för sopran, alt, tenor och tre basar, kör och orkester, op. 49 (1902–03)
- The Kingdom, oratorium för sopran, alt, tenor och bas, kör och orkester, op. 51 (1901–06)
- The Music Makers, ode för alt eller mezzosopran, kör och orkester till text av Arthur O'Shaughnessy, op. 69 (1912)

#### Körverk
- Kyrie Eleison in A för blandad kör (1868)
- Gloria för kör och orgel, ett arrangemang av Allegro-satsen i Mozarts Violinsonat, K.547 (1872)
- Salve Regina i D-dur för blandad kör och orgel (1876)
- Tantum Ergo i D-dur för blandad kör och orgel (1876)
- Credo in E minor för kör och orgel (1877)
- Gloria för blandad kör och orgel (1877)
- Kyrie för blandad kör (1877)
- Brother, For Thee He Died, påskmotett för kör och orgel (1878)
- Hear Thy children, psalmmelodi i F-dur för kör och orgel (1878)
- Domine Salvam fac, motett för kör och orgel (1879)
- O Salutaris Hostia i F-dur för blandad kör och orgel (1880)
- O Salutaris Hostia i Ess-dur för blandad kör och orgel (1880)
- O Salutaris Hostia för blandad kör a cappella (1880)
- Benedictus in G för kör, orgel och stråkar (1882)
- Four Litanies for the Blessed Virgin Mary för blandad kör a cappella (1882)
- Tre motetter för blandad kör och orgel, op. 2 (1887)
  1. ”Pie Jesu” (rev. 1902 som ”Ave verum corpis”)
  2. ”Ave Maria” (rev. 1907)
  3. ”Ave Maris Stella” (rev. 1907)
- Ecce Sacerdos Magnus för blandad kör och orgel (1888)
- Three part-songs för blandad kör a cappella, op. 18 (1890)
  1. ”O Happy Eyes” till text av Alice Elgar
  2. ”Love” till text av Alice Elgar
  3. ”My Love Dwelt in a Northern Land” till text av Andrew Lang
- Spanish Serenade för blandad kör a cappella till text av Henry Wadsworth Longfellow, op. 23 (1891) [finns också för kör och liten orkester, 1892]
- Two part-songs för damkör, 2 violiner och piano till text av Alice Elgar, op. 26 (1894) [finns också i arrangemang för andra röster och med orkester]
  1. ”The Snow”
  2. ”Fly, Singing Bird”
- From the Bavarian Highlands för blandad kör och orkester, op. 27 (1895–96)
  1. "Sonnenbichl"
  2. "Wamberg"
  3. "In Hammersbach"
  4. "Bei Sankt Anton"
  5. "Hoch Alp"
  6. "Bei Murnau"
- The Banner of St. George, ballad för blandad kör och orkester till text av Shapcott Wensley, op. 33 (1897)
- Te Deum and Benedictus för blandad kör och orgel eller orkester, op. 34 (1897)
- O Salutaris Hostia för blandad kör a cappella (1898)
- Coronation Ode för sopran, alt, tenor och bas soli, blandad kör och orkester till text av Arthur Christopher Benson, op. 44 (1902)
- Five Partsongs from the Greek Anthology för manskör a cappella, op. 45 (1902)
  1. "Yea, cast me from height of the Mountains"
  2. "Whether I find thee"
  3. "After many a dusty mile"
  4. "It's oh! to be a wild wind"
  5. "Feasting I watch"
- Four part-songs för blandad kör a cappella, op. 53 (1907)
  1. "There is sweet Musi" till text av Alfred Tennyson
  2. "Deep in my Soul" till text av Lord Byron
  3. "O Wild West Wind" till text av Percy Bysshe Shelley
  4. "Owls (An Epitaph)" till text av tonsättaren
- The Reveille för manskör a cappella till text av Bret Harte, op. 54 (1907)
- Two Single Chants for the Venite in D and G för blandad kör a cappella (1907)
- Two Double Chants for Psalms 68 and 75 i D-dur för blandad kör a cappella (1907)
- Angelus (Tuscany) för blandad kör a cappella, op. 56 (1909)
- Go, Song of Mine för blandad kör a cappella till text av Guido Cavalcanti i översättning av D.G. Rossetti, op. 57 (1909)
- Lo! Christ the Lord is Born, Christmas carol för blandad kör a cappella till text av Shapcott Wensley (1909)
- They are at Rest, motett för kör och orgel till text av John Henry Newman (1910)
- O Hearken Thou för blandad kör och orgel eller orkester till kröningen av Georg V, op. 64 (1911)
- Great is the Lord för blandad kör, bas-solo och orgel, op. 67 (1912)
- Two part-songs för blandad kör a cappella till text av Henry Vaughan, op. 71 (1914)
  1. ”The Shower”
  2. ”The Fountain”
- Death on the Hills för blandad kör a cappella till text av Vasilij Majkov i engelsk översättning av Rosa Newmarch, op. 72 (1914)
- Two Choral Songs för blandad kör a cappella till text av Vasilij Majkov i engelsk översättning av Rosa Newmarch, op. 73 (1914)
  1. "Love's Tempest"
  2. "Serenade"
- Give unto the Lord för blandad kör, orgel och orkester, op. 74 (1914)
- Fear not, O Land, motett till text ur Joels bok (1914)
- The Spirit of England för sopran och alt eller tenor soli, blandad kör och orkester till text av Laurence Binyon, op. 80 (1915–17)
  1. "The Fourth of August" (1917)
  2. "To Women" (1915)
  3. "For the Fallen" (1915)
- Lo, Christ the Lord is born för blandad kör a cappella (1897)
- To Her Beneath Whose Steadfast Star för blandad kör a cappella till text av Frederick W. H. Myers (1899) [orkestrerad 1902]
- Weary Wind of the West för blandad kör a cappella till text av Thomas Edward Brown (1903)
- Evening Scene för blandad kör a cappella till text av Coventry Patmore (1905)
- How calmly the evening för blandad kör a cappella till text av Thomas Toke Lynch (1907)
- Marching Song för blandad kör och piano (1908)
- The Birthright för blandad kör a cappella till text av George A. Stocks (1914)
- The Windlass Song för blandad kör a cappella till text av William Allingham (1915)
- The Wanderer för manskör a cappella (1923)
- Zut, zut, zut! för manskör a cappella till text av Richard Marden (1923)
- The Herald för blandad kör a cappella till text av Alexander Smith (1925)
- The Prince of Sleep för blandad kör a cappellatill text av Walter de la Mare (1925)
- I sing the Birth, Christmas carol för blandad kör a cappella till text av Ben Jonson (1928)
- Good Morrow, 'A simple carol for His Majesty's happy recovery' för blandad kör a cappella eller med pianoackompanjemang till text av George Gascoigne (1929)

#### Sånger
- The Language of Flowers för röst och piano till text av James Gates Percival (1872)
- O Salutaris Hostia i G-dur för bas och orgel (1877)
- If She Love Me (Temple Bar Rondeau) för röst och piano (1878)
- O Salutaris Hostia i Ess-dur, bas och orgel (1882)
- Clapham Town End för låg röst och piano till traditionell text (1885)
- Tre sånger för röst och piano, op. 16 [återutgivna i Seven Lieder of Edward Elgar (1907)]
  1. "The Shepherd's Song" till text av Barry Pain (1892)
  2. "Through the Long Days" till text av John Hay (1885)
  3. "Rondel" till text av Henry Wadsworth Longfellow (1894)
- Is she not passing fair? till text av Karl, hertig av Orléans i översättning av Louisa Stuart Costello (1886)
- Roundel: The little eyes that never knew Light för röst och piano till text av Algernon Swinburne (1887)
- As I laye a-thynkynge för röst och piano till text av Richard Harris Barham (1888)
- The Wind at Dawn för röst och piano till text av Alice Roberts (1888)
- Queen Mary's Song för röst och piano till text av Alfred Tennyson (1889) [återutgiven i Seven Lieder of Edward Elgar (1907)]
- Man för röst och piano (1890)
- A Song of Autumn för röst och piano till text av Adam Lindsay Gordon (1892) [återutgiven i Seven Lieder of Edward Elgar (1907)]
- Like to the Damask Rose för röst och piano till text av Simon Wastel eller Francis Quarles (1892) [återutgiven i Seven Lieder of Edward Elgar (1907)]
- The Poet's Life för röst och piano till text av Ellen Burroughs (1892) [återutgiven i Seven Lieder of Edward Elgar (1907)]
- A spear, a sword för röst och piano till text av Alice Elgar (1892)
- Mill-wheel Songs för röst och piano till text av Alice Elgar (1892)
  1. "Winter"
  2. "May" (a rhapsody)
- Muleteer's Song för röst och piano till text av Barry Pain (1894)
- The Wave för röst och piano (1894)
- Sea Pictures för alt och orkester eller piano, op. 37 (1897–99)
  1. "Sea Slumber Song" till text av Roden Noel
  2. "In Haven (Capri)" till text av Alice Elgar
  3. "Sabbath Morning at Sea" till text av Elizabeth Barrett Browning
  4. "Where Corals Lie" till text av Richard Garnett
  5. "The Swimmer" till text av Adam Lindsay Gordon
- Dry those fair, those crystal eyes för röst och piano till text av Henry King (1899)
- Två sånger för röst och piano, op. 31 (1900)
  1. "After" till text av Philip Bourke Marston
  2. " A Song of Flight" till text av Christina Rossetti
- The Pipes of Pan för röst och piano till text av Adrian Ross (1900)
- Två sånger för röst och piano till text av Arthur Christopher Benson, op. 41 (1901)
  1. "In the Dawn"
  2. "Speak Music!"
- Always and Everywhere för röst och piano till text av Zygmunt Krasiński i engelsk översättning avFrank H. Fortey (1901)
- Come, Gentle Night! för röst och piano till text av Clifton Bingham (1901)
- Land of Hope and Glory till text av Arthur Christopher Benson (1902)
- Två sånger för röst och piano, op. 5 (1903)
  1. "A War Song" till text av C. Flavell Hayward
  2. Okänd
- Speak, my Heart! för röst och piano till text av Arthur Christopher Benson (1903)
- A Christmas Greeting, carol för 2 sopraner, manskör ad lib, 2 violiner och piano till text av Alice Elgar, op. 52 (1907)
- Seven Lieder of Edward Elgar (1907)
- Pleading för röst och piano till text av Arthur L. Salmon, op. 48 (1908)
- Två sånger för mezzosopran och piano eller orkester till text av Pietro d'Alba, op. 60 (1909–10)
  1. "The Torch"
  2. "The River"
- Tre sånger för mezzosopran och piano eller orkester till text av Gilbert Parker, op. 59 (1910)
  - 3. "Oh, soft was the song"
  - 5. "Was it some Golden Star?"
  - 6. "Twilight"
- A Child Asleep för röst och piano till text av Elizabeth Barrett Browning (1910)
- The King's Way för röst och piano till text av Alice Elgar (1910)
- Callicles till text av Matthew Arnold (1913)
- Arabian Serenade för röst och piano till text av Margery Lawrence (1914)
- The Chariots of the Lord för röst och piano till text av John Brownlie (1914)
- The Merry-go-round för unison sång med pianoackompanjemang till text av Florence C. Fox (1914)
- Fight for Right för röst och piano till text av William Morris (1916)
- Ozymandias för röst och piano till text av Percy Bysshe Shelley (1917)
- The Fringes of the Fleet för fyra barytoner och orkester till text av Rudyard Kipling (1917)
  1. "The Lowestoft Boat (A Chanty)"
  2. "Fate's Discourtesy"
  3. "Submarines"
  4. "The Sweepers"
  5. "Inside the Bar (A Sailor's Song)" [tillagd senare]
- Big Steamers, unison sång för barn till pianoackompanjemang  till text av Rudyard Kipling (1918)
- The Smoking Cantata för baryton och orkester, op. 1001 (1919)
- Åtta sånger urPageant of Empire till text av Alfred Noyes (1924)
  1. "Shakespeare's Kingdom" för soloröst och orkester
  2. "The Islands (A Song of New Zealand)" för soloröst och orkester
  3. "The Blue Mountains (A Song of Australia)" för soloröst och orkester
  4. "The Heart of Canada" för soloröst, blandad kör och orkester
  5. "Sailing Westward" för soloröst och orkester [senare arrangerad för blandad kör]
  6. "Merchant Adventurers" för soloröst och orkester
  7. "The Immortal Legions" för soloröst och orkester
- It isnae me för röst och piano till text av Sally Holmes (1930)
- XTC för röst och piano till text av tonsättaren (1930)
- The Woodland Stream för unison sång till text av Charles Mackay (1932)
- The Rapid Stream för unison sång till text av Charles Mackay (1932)
- When Swallows Fly för unison sång till text av Charles Mackay (1932)

### Opera och balett
- The Sanguine Fan, balettmusik för orkester. op. 81 (1917)
- The Spanish Lady, opera med libretto av tonsättaren och Barry Jackson efter Ben Jonson, op. 89 (1933) [ofullbordad]

### Skådespelsmusik
- The Wand of Youth, musik till en barnpjäs (1867)
- Grania and Diarmid, för orkester och alt-soli, till en pjäs av George Moore och W.B. Yeats, op. 42 (1901)
- The Crown of India för soli, blandad kör och orkester till text av Henry Hamilton, op. 66 (1911–12)
- The Starlight Express för baryton, sopran och orkester till text av Algernon Blackwood, op. 78 (1915–16)
- Arthur till en pjäs av Laurence Binyon (1923)
- Pageant of Empire, solosånger (1924)
  1. "Shakespeare's Kingdom"
  2. "The Islands (A Song of New Zealand)"
  3. "The Blue Mountains (A Song of Australia)"
  4. "The Heart of Canada"
  5. "Sailing Westward"
  6. "Merchant Adventurers"
  7. "The Immortal Legions"
  8. "A Song of Union" för blandad kör till text av Alfred Noyes
- Beau Brummel, musik till en pjäs av Bertram Matthews (1928)

## Filmer innehållande Elgar-musik (urval)
- 1942 – Mrs Miniver
- 1971 – A Clockwork Orange
- 1984 – Greystoke: Legenden om Tarzan, apornas konung
- 1987 – Hope and Glory
- 1993 – Schindler's List
- 1994 – Reality Bites
- 1994 – Forrest Gump
- 1996 – Brassed Off
- 1997 – Photographing Fairies
- 1998 – Elizabeth
- 1998 – Hilary & Jackie
- 2000 – Fantasia 2000
- 2002 – Mr. Deeds
- 2005 – Robotar
- 2007 – August Rush
- 2008 – Australia
- 2011 – Tinker, Tailor, Soldier, Spy